# Logistics (film)
Pour plus de détails, voir Fiche technique et Distribution.
Logistics (ou Logistics Art Project) est un film d’art expérimental suédois d’Erika Magnusson et Daniel Andersson, sorti en 2012. Avec une durée de 51 420 minutes (857 heures, soit 35 jours et 17 heures), c'est le plus long film jamais réalisé. 

## Synopsis
En 2008, Erika Magnusson et Daniel Andersson se demandent d’où viennent les gadgets électroniques modernes. Ils conçoivent le projet de suivre le cycle de production d'un podomètre dans l’ordre chronologique inverse depuis la vente finale, à Stockholm en Suède, jusqu’à son origine et sa fabrication à Shenzhen en Chine.
L’itinéraire commence donc à Stockholm, puis traverse Insjön, Göteborg, Bremerhaven, Rotterdam, Algésiras, Malaga et se termine à Shenzhen chez le fabricant dans le district de Bao'an.

## Fiche technique
- Titre original : Logistics
- Réalisation : Erika Magnusson et Daniel Andersson
- Pays d’origine :  Suède
- Sociétés de production : Fondation Innovativ Kultur et Kulturbryggan (sv)
- Genre : documentaire, expérimental
- Durée : 51 420 minutes

## Production
Le film est financé par la fondation Innovativ Kultur et Kulturbryggan (sv). 
Le projet est filmé en temps réel lors d’un voyage vers et dans une usine, en suivant l’itinéraire de fabrication du produit depuis le magasin de Stockholm où il a été acheté jusqu’à l'usine en Chine où il a été fabriqué,.

## Sortie
Avec une durée de 857 heures (35 jours et 17 heures), Logistics est le plus long film jamais sorti,,. Le film de 51 420 minutes (5 semaines) est projeté à la bibliothèque municipale d’Uppsala (sv) du 1er décembre 2012 au 6 janvier 2013, au Kulturhuset à Stockholm. Il est présenté en première mondiale au Fringe Film Festival 2014 à Shenzhen, et diffusé en ligne,,.